# Hecho bolsa
Hecho bolsa es una película de comedia chilena de 2019 escrita, dirigida, producida, protagonizada, filmada, musicalizada y editada por Felipe Izquierdo (en su debut como director) quien es acompañado por Bélgica Castro, Julio Jung, Erick Polhammer, Francisca Imboden y Fernando Larraín. Está basada en el monólogo tetral del mismo nombre del mismo director. Se estrenó el 8 de agosto de 2019 en cines chilenos.

## Sinopsis
Alfredo es un publicista que amanece en medio del hostigamiento diario de los que lo rodean. Lo acosa la ciudad, que le llueve como si una nube negra se posara sobre él.

## Reparto
Los actores que participaron en esta película son:
- Felipe Izquierdo como Alfredo
  - Clemente Palma del Pino como Alfredo de niño
- Bélgica Castro como Madre
- Julio Jung como Presidente de la compañía
- Erick Polhammer como Psiquiatra
- Francisca Imboden como Esposa de Alfredo
- Fernando Larraín como Compañero de trabajo de Alfredo
- Silvia Santelices como Profesora
- Marcial Tagle como Mánager
- Francisco Acuña como Sicario
- María José Quiroz como Secretaria del psiquiatra
- Rafael Gumucio como San Pedro
- María Olga Mate como Ejecutiva Bancaria
- Tomas Izquierdo como Hijo 1
- Valentina Izquierdo como Hija 2
- Mariano Riesco como Hijo 3
- Isidro Valdés como Yerno